# Trzuskotowo
Trzuskotowo – uroczysko-dawna miejscowość, dawniej wieś w gminie Suchy Las, w powiecie poznańskim, w województwie wielkopolskim.
Obecnie leży na poligonie wojskowym Biedrusko, do którego wieś i tereny przyległe zostały włączone w 1901 r.